# Коломиец, Вера Васильевна
Вера Васильевна Коломиец — советский хозяйственный и государственный деятель, лауреат Государственной премии СССР за выдающиеся достижения в труде.

## Биография
Родилась в 1944 году в Житомирской области Украинской ССР. Член КПСС.
В 1963—1991 годах — ткачиха Житомирского льнокомбината имени 60-летия Великой Октябрьской социалистической революции.
За увеличение зон обслуживания, совмещения профессий и инициативу в развёртывании движения наставничества была в составе коллектива удостоена Государственной премии СССР за выдающиеся достижения в труде 1975 года.
Жила в Житомире.

## Награды
- Орден Октябрьской Революции (30.04.1980)
- Орден Трудового Красного Знамени
- Орден Дружбы народов (1986)